# Marcel Zanini
Marcel Zanini (Istanboel, 9 september 1923 – Parijs, 18 januari 2023) was een Turks-Franse jazzklarinettist, -saxofonist en chansonnier, die ook als acteur werkte.

## Biografie
Zanini kwam met zijn gezin in 1930 naar Marseille, waar hij opgroeide. In 1942 begon hij klarinet te spelen. Hij begon zijn carrière in 1946 in het orkest van Léo Missir. In 1950 richtte de klarinettist zijn eigen band op, waartoe Georges Arvanitas behoorde. Tussen 1954 en 1958 werkte hij in New York met Buck Clayton, Sol Yaged en Herman Autrey. Hij rapporteerde ook als correspondent voor het tijdschrift Jazz Hot. Na zijn terugkeer in Marseille vormde hij daar een nieuwe band, waarmee hij de komende tien jaar optrad. In 1968 verhuisde hij naar Parijs, waar hij in 1969 als zanger een hit scoorde met zijn bewerking van Wilson Simonals Nem vem que não tem als Tu veux ou tu veux pas. Naast zijn zangcarrière bleef hij met zijn sextet spelen in jazzclubs en festivals. In 1978 richtte hij de formatie Les petits Français op met Moustache, Michel Attenoux en François Guin, die o.a. jazzversies van de chansons van Georges Brassens opnam.
Zijn zoon Marc-Édouard Nabe begeleidde hem soms op gitaar.
Zanini overleed op 99-jarige leeftijd.

## Discografie
- 1979: Brassens-Moustache jouent Brassens en jazz (Philips)
- 1994: Master série (Polygram)
- 2002: Peu de choses (Frémeaux & Associés)
- 1976-1985: Rive Gauche 1976-1985 (met Sam Woodyard, Milt Buckner, Marc-Edouard Nabe), (Frémeaux & Associés)
- ????: Saint-Germain-des-Prés (met Sam Woodyard) (Frémeaux & Associés)

## Filmografie
- 1986: Autour de minuit, regie Bertrand Tavernier
- 1989: La Vie et rien d'autre, regie Bertrand Tavernier